# Župnija Dražgoše
Župnija Dražgoše je rimskokatoliška teritorialna župnija dekanije Škofja Loka nadškofije Ljubljana. Upravlja jo župnik župnije Železniki.